# Standing NATO Mine Countermeasures Group 1
Die Standing NATO Mine Countermeasures Group 1 (SNMCMG1) (deutsch Ständige NATO Minenabwehrgruppe 1) ist ein Verband von Minenabwehrfahrzeugen und Teil der NATO Response Force (NRF). Einsatzgebiet ist der europäische Nordatlantik mit Nord- und Ostsee. Das Pendant zum Mittelmeer ist die Standing NATO Mine Countermeasures Group 2.
Der Verband wurde am 11. Mai 1973 als Standing Naval Force Channel (STANAVFORCHAN) in Ostende aufgestellt. Im September 2001 wurde er in Mine Countermeasures Force North Western Europe (MCMFORNORTH) und zum 1. Januar 2005 in Standing NATO Mine Countermeasures Group 1 umbenannt. Innerhalb der NATO-Kommandostruktur untersteht der Verband dem Allied Command Operations, das die Führung an das Allied Maritime Command (MARCOM) delegiert hat.

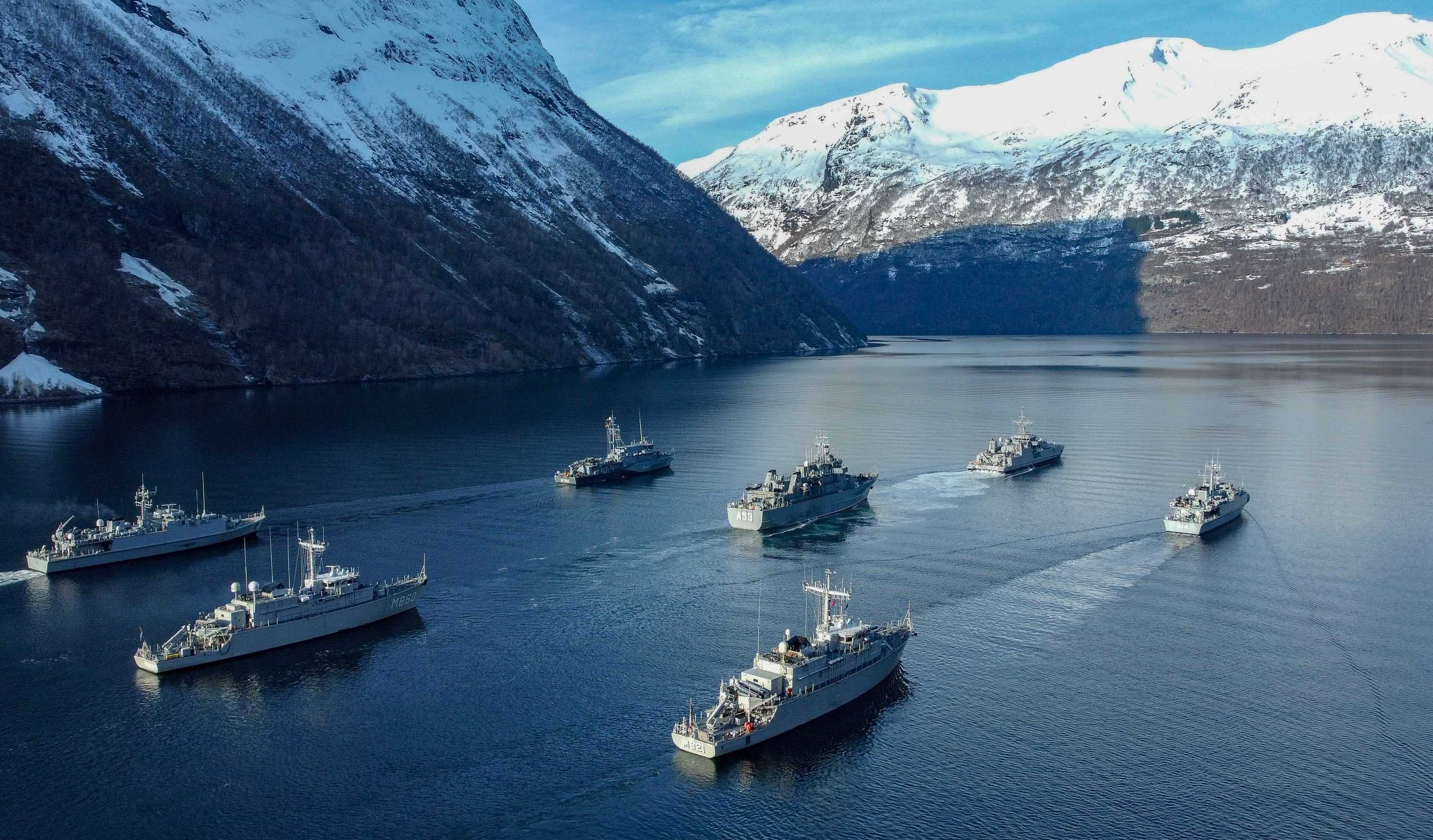
Der Verband 2022 im Geirangerfjord

Der Officer in Tactical Command und sein Flaggschiff werden im halbjährlichen Wechsel von den beteiligten Nationen gestellt. Die Anzahl der jeweiligen Minenabwehrfahrzeuge ist unterschiedlich.